# Герб Константиновского района (Амурская область)
Герб Константиновского района Амурской области

## Описание герба
«В пурпурном поле — выходящий из серебряно-лазоревой выщербленной оконечности, трижды просечённой сообразно краю, золотой сноп, справа пшеничный, слева соевый, обременённый поверх деления четырёхкратно пересечённым червлёно-зелёным столбом, заострённым сверху».
Герб Константиновского района в соответствии с Методическими рекомендациями по разработке и использованию официальных символов муниципальных образований (Раздел 2, Глава VIII, п.п. 45-46), утверждёнными Геральдическим советом при Президенте Российской Федерации 28 июня 2006 года может воспроизводиться со статусной короной установленного образца.

## Обоснование символики
Село Константиновка образовано в 1858 году как казачья станица, и было названо в честь великого князя Константина Николаевича. Пурпурный цвет — символ благородства, славы, высшей власти аллегорически указывает на происхождение названия Константиновского района.
Пограничный столб и оконечность в форме волн показывают государственную границу, проходящую по реке Амур. Первые постоянные поселения, выросшие из казачьих постов, были организованы именно с целью охраны государственной границы.
Аграрное производство является основой экономики современного района. Продукция растениеводства — пшеница и соя, составляют большую часть от общего объёма производства. В гербе сноп, составленный из колосьев пшеницы и стеблей сои, отражает эту особенности экономики Константиновского района. Своими урожаями зерновых и сои местные жители прославились далеко за пределами района и области.
Золото — символ урожая, богатства, стабильности, жизненной энергии и тепла, уважения.
Серебро — символ чистоты, совершенства, мира и взаимопонимания.
Синий цвет — символ чести, благородства, духовности, небесных просторов.
Красный цвет — символ труда, силы, мужества, красоты и праздника.
Зелёный цвет — символ природы, молодости, здоровья, жизненного роста.
Герб утвержден решением Константиновского районного совета народных депутатов 31 марта 2010 года № 217.
Герб внесен в Государственный геральдический регистр Российской Федерации под № 6235.
Авторы герба: идея — Константин Моченов (Химки); художник и компьютерный дизайн — Ирина Соколова (Москва); обоснование символики — Кирилл Переходенко (Конаково). Герб создан при участии Союза геральдистов России.